# Odontomera strigata
Odontomera strigata är en tvåvingeart som beskrevs av Willi Hennig 1938. Odontomera strigata ingår i släktet Odontomera och familjen Richardiidae.
Artens utbredningsområde är Peru. Inga underarter finns listade i Catalogue of Life.